# Rue Nungesser-et-Coli
La rue Nungesser-et-Coli est une voie du 16e arrondissement de Paris, en France.

## Situation et accès
La rue Nungesser-et-Coli est une voie publique située dans le 16e arrondissement de Paris. Elle débute boulevard d'Auteuil. Elle traverse le croisement de la rue du Château et de l'avenue de la Porte-Molitor. Elle passe ensuite l'allée Charles-Brennus côté est, puis la rue Joseph-Bernard côté ouest. Elle se termine au 14, rue Claude-Farrère, dans l'alignement de la rue du Commandant-Guilbaud, au rond-point de la place de l'Europe, où se rencontrent également la rue de la Tourelle, la rue Marcel-Loyau et la rue du Pavillon.
Elle sert de limite communale avec Boulogne-Billancourt : bien que la rue soit sur Paris, les immeubles côté pair sont sur Boulogne-Billancourt. Côté impair se trouve le stade Jean-Bouin.
Elle est desservie à quelque distance par les lignes 9 et 10 à la station Michel-Ange - Molitor.

## Origine du nom

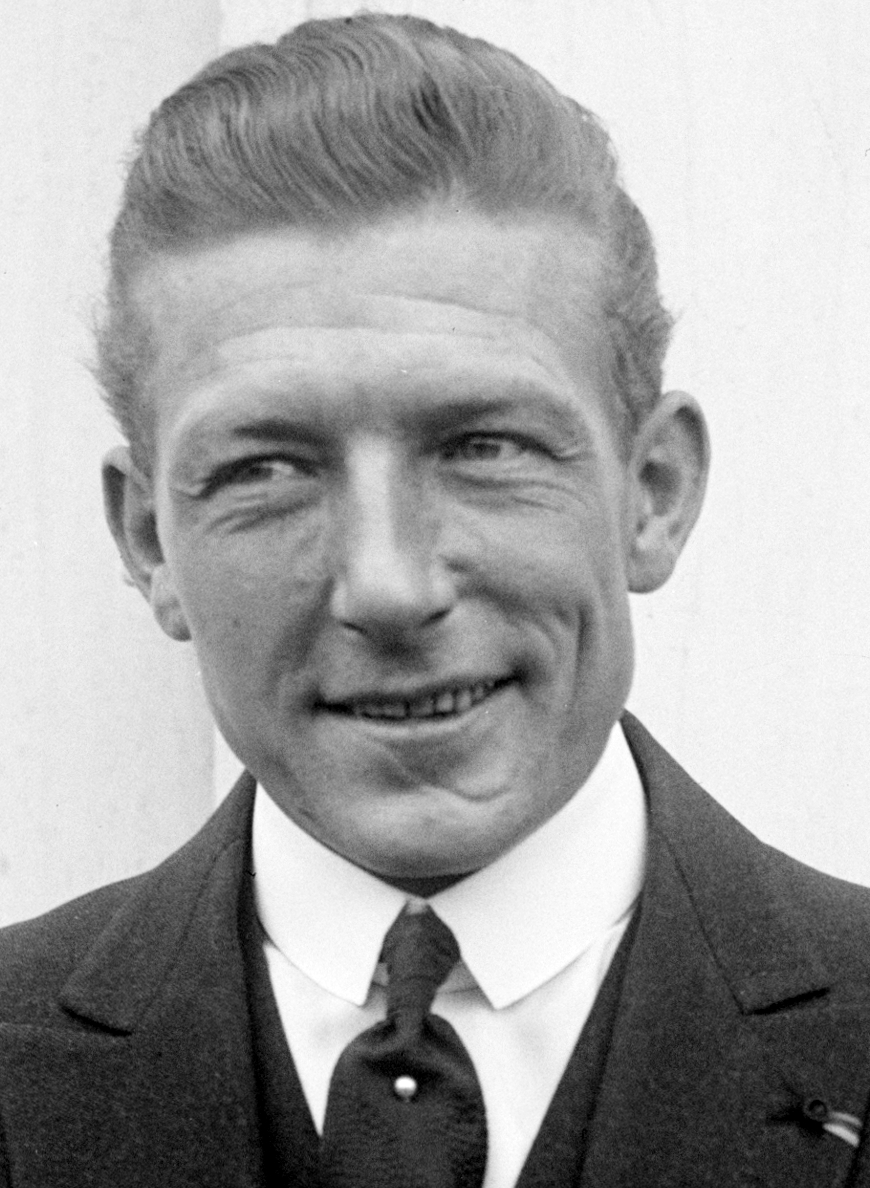
Charles Nungesser.

Elle porte le nom des aviateurs Charles Nungesser (1892-1927) et François Coli (1881-1927).

## Historique
La rue est créée et prend sa dénomination actuelle, par un arrêté du 30 avril 1929, sur l'ancien territoire de Boulogne-Billancourt annexé à Paris par décret du 3 avril 1925.

## Bâtiments remarquables et lieux de mémoire
- La rue longe le stade Jean-Bouin.
- No 22 : immeuble construit en 1933 par l’architecte Henri Bodet[2].
- No 24 : les architectes Le Corbusier et son cousin Pierre Jeanneret conçurent ensemble, entre 1931 et 1934, l'immeuble Molitor (appelé aussi « immeuble 24 N.C. »). Les deux derniers étages de cette construction étaient occupés par l'appartement-atelier dans lequel vécut Le Corbusier jusqu'en 1965, année de sa mort[3].